# ジョルディ・コディーナ
ジョルディ・コディーナ・ロドリゲス（Jordi Codina Rodríguez、1982年4月27日 - ）は、スペイン・カタルーニャ州バルセロナ出身の元サッカー選手。カタルーニャ代表である。ポジションはゴールキーパー。

## 経歴

### レアル・マドリード
バルセロナに生まれ、RCDエスパニョールの下部組織でプレーしていた2002年にレアル・マドリードの下部組織に移った。カルロス・サンチェス・ガルシアとダビド・コベーニョがいなくなると、コディーナはレアル・マドリード・カスティージャの正GKを奪取。第2GKにアントニオ・アダンを、第3GKにキコ・カシージャを従えてキャプテンにも就任した。2005-06シーズン、セグンダ・ディビシオン（2部）のスポルティング・デ・ヒホン戦でプロデビューし、2006-07シーズンはレギュラーとして38試合中35試合（計3150分）に出場した。2007年夏にトップチームに昇格し、イケル・カシージャスとリヴァプールFCから移籍のイェジー・ドゥデクに次ぐ第3GKのポジションを得た。すでに2007-08シーズンのリーグ優勝を決めた後の2008年5月11日、レバンテUD戦 (5-2) でトップチームデビューしたが、トップチームでの出場機会はこの1試合にとどまった。

### ヘタフェCF
レアル・マドリードとの契約満了にともない、2009年7月2日にマドリード郊外に本拠地を置くヘタフェCFと3年契約を結んだ。レアル・マドリード・カスティージャ時代の恩師であるミチェル監督と再会。2009-10・2010-11シーズンはアルゼンチン代表のオスカル・ウスタリとレギュラーの座を争い、ウスタリの負傷などもあってマドリード時代よりも出場機会を得た。

### キプロス・リーグ
2015年6月10日にキプロス・リーグのAPOELニコシアへ移籍。2016年1月7日にはパフォスFCへ6ヶ月間の期限付き移籍。

## タイトル
レアル・マドリード
- リーガ・エスパニョーラ : 2007-08
- スーペルコパ・デ・エスパーニャ : 2008